# Хост (мрежа)
Хост рачунар је рачунар повезан на рачунарску мрежу. Хост рачунар може понудити информационе ресурсе, услуге и апликације корисницима или другим чворовима на мрежи. Хост рачунар је чвор у мрежи који је означен као мрежни слој хост адресе. 
Рачунари који учествују у мрежи која користи ТCP/IP се могу називати ИП хостови. Посебно, рачунари учесници у Интернету се називају Интернет хостови, понекад Интернет чворови. Интернет хостови и други ИП хостови имају једну или више ИП адреса везаних за њихов мрежни интерфејс. Адресе су конфигурисане или мануелно или од стране администратора, аутоматски при покретању помоћу DHCP, или помоћу метода аутоконфигурације линк-локалне адресе.
Сваки хост рачунар је физички мрежни чвор (мрежни уређај), али није сваки физички мрежни чвор хост. Мрежни уређаји попут модема, хабова и свичева нису означени као хост адресе (изузев, понекад, у административне сврхе), и зато се не сматрају хостовима. Уређаји попут мрежних штампача и рутера имају ИП адресе, али пошто они не представљају рачунаре опште намене, понекад се не сматрају хостовима.
Хост рачунари који узимају учешће у апликацијама које користе клијент-сервер модел рада, класификују се као серверски или клијентски системи. Хост рачунари такође могу функционисати и као чворови у P2P апликацијама, у којима сви чворови деле и користе ресурсе једнаким интензитетом и на исти начин.

## Сервер и хост
| Хост                                              | Сервер                                        |
| ------------------------------------------------- | --------------------------------------------- |
| Увек физички чвор                                 | Може бити физички чвор или софтверски програм |
| Може да покреће и серверске и клијентске програме | Инсталиран на хосту                           |
| Пружа специфичне услуге клијенту                  | Пружа специфичне услуге                       |
| Опслужује више корисника и уређаја                | Опслужује само клијенте                       |

## Порекло концепта
У оперативним системима, термин терминални хост традиционално означава рачунар за више корисника или услугу обезбеђивања софтвера рачунарским терминалима, или рачунар који обезбеђује услуге мањим или уређајима са мање могућности, попут мејнфрејм рачунара који опслужују телетајп терминале или видео терминале. Други примери су телнет хост (телнет сервер) и икс-хост (X Window клијент).
Термин „Интернет хост“ или само „хост“ је коришћен у одређеном броју RFC докумената који дефинишу Интернет и његове претходнике, попут АРПАНЕТ-а. Током развоја АРПАНЕТ-а, рачунари повезани на мрежу су углавном били мејнфрејм рачунарски системи којима се могло приступити преко терминала повезаних преко серијских портова. Пошто ови глупи терминали нису хостовали софтвер нити сами обављали операције, они нису сматрани хостовима. Терминали су били повезани на терминалне хостове кроз серијске интерфејсе и мреже са серијским прекидачима, али нису били повезани на било коју ИП засновану мрежу, и нису им додељиване ИП адресе. Данашњи ИП хостови, пак, мањкају способностима опслуживања као терминал хостови.
RFC 871 дефинише хост, као систем рачунара за општу употребу повезан на комуникациону мрежу у "... сврху обезбеђивања ресурса дељења међу оперативним системима учесницима,...".